# Barbara Campanari
Barbara Campanari (née le 4 février 1980 à Frosinone, dans le Latium) est une joueuse italienne de volley-ball. Elle mesure 1,91 m et joue au poste de centrale.

## Clubs
| Club                   | Pays   | De        | À         |
| ---------------------- | ------ | --------- | --------- |
| Pallavolo 92 Frosinone | Italie | 1995-1996 | 1995-1996 |
| Roma Pallavolo         | Italie | 1996-1997 | 1997-1998 |
| Club Italia            | Italie | 1998-1999 | 1998-1999 |
| Ags San Donà           | Italie | 1999-2000 | 2000-2001 |
| Team Volley Imola      | Italie | 2001-2002 | 2002-2003 |
| Figurella Firenze      | Italie | 2003-2004 | 2003-2004 |
| NTV Castelfidardo      | Italie | 2004-2005 | 2006-2007 |
| Volley Club Milano     | Italie | 2007-2008 | 2007-2008 |
| Busto Arsizio          | Italie | 2008-2009 | 2010-2011 |
| Parma Volley           | Italie | 2011-2012 | 2011-2012 |
| IHF Volley Frosinone   | Italie | 2012-2013 | …         |

## Palmarès

### Équipe nationale
- Championnat d'Europe des moins de 20 ans
  - Vainqueur : 1998

### Clubs
- Coupe de la CEV
  - Vainqueur : 2010.
- Coupe d'Italie A2
  - Vainqueur : 2013.